# Laparocerus morio vandeli
Laparocerus morio vandeli é uma subespécie de insetos coleópteros polífagos pertencente à família Curculionidae.
A autoridade científica da subespécie é Roudier, tendo sido descrita no ano de 1958.
Trata-se de uma subespécie presente no território português.